# Michael Wulf
 Denne artikel omhandler den tyske guitarist. Opslagsordet har også en anden betydning, se Mikael Wulff.
Michael Wulf (født 6. december 1963 – død 21. juli 1993) var en tysk guitarist mest kendt for at have spillet i de to thrash metal-bands Sodom og Kreator. Wulf spillede kun i Sodom i et år (1985-1986) under navnet Destructor. Efterfølgende sluttede han sig til Kreator hvor han kun nåede at spille et show inden han blev smidt ud. Alligevel blev han noteret som guitarist på bandets andet album Pleasure to Kill. Han døde i 1993 i en motorcykelulykke.